# 南緯3度線
南緯3度線（なんい3どせん）は、地球の赤道面より南に地理緯度にして3度の角度を成す緯線。大西洋、アフリカ、インド洋、東南アジア、オーストララシア、太平洋、南アメリカを通過する。
この緯度の下では、夏至点時の可照時間は12時間18分であり、冬至点時の可照時間は11時間57分である。

## 通過する地域一覧
南緯3度線は、本初子午線から東に向かって以下の場所を通っている。
| 地理座標                                             | 国土・領土・領海   | 備考 |
| ---------------------------------------------------- | ------------------ | --- |
| 南緯3度0分 東経0度0分 / 南緯3.000度 東経0.000度      | 大西洋             | |
| 南緯3度0分 東経10度18分 / 南緯3.000度 東経10.300度   | ガボン             | |
| 南緯3度0分 東経12度3分 / 南緯3.000度 東経12.050度    | コンゴ共和国       | |
| 南緯3度0分 東経16度11分 / 南緯3.000度 東経16.183度   | コンゴ民主共和国   | |
| 南緯3度0分 東経29度9分 / 南緯3.000度 東経29.150度    | ブルンジ           | |
| 南緯3度0分 東経30度50分 / 南緯3.000度 東経30.833度   | タンザニア         | |
| 南緯3度0分 東経37度35分 / 南緯3.000度 東経37.583度   | ケニア             | |
| 南緯3度0分 東経40度13分 / 南緯3.000度 東経40.217度   | インド洋           | |
| 南緯3度0分 東経100度11分 / 南緯3.000度 東経100.183度 | インドネシア       | 南パガイ島 |
| 南緯3度0分 東経100度26分 / 南緯3.000度 東経100.433度 | ムンタワイ海峡     | |
| 南緯3度0分 東経101度27分 / 南緯3.000度 東経101.450度 | インドネシア       | スマトラ島 |
| 南緯3度0分 東経106度3分 / 南緯3.000度 東経106.050度  | バンカ海峡         | |
| 南緯3度0分 東経106度26分 / 南緯3.000度 東経106.433度 | インドネシア       | バンカ島及びレパール島 |
| 南緯3度0分 東経106度53分 / 南緯3.000度 東経106.883度 | ジャワ海           | |
| 南緯3度0分 東経107度33分 / 南緯3.000度 東経107.550度 | インドネシア       | ブリトゥン島 |
| 南緯3度0分 東経108度12分 / 南緯3.000度 東経108.200度 | ジャワ海           | |
| 南緯3度0分 東経110度37分 / 南緯3.000度 東経110.617度 | インドネシア       | ボルネオ島 |
| 南緯3度0分 東経111度9分 / 南緯3.000度 東経111.150度  | ジャワ海           | |
| 南緯3度0分 東経111度48分 / 南緯3.000度 東経111.800度 | インドネシア       | ボルネオ島 |
| 南緯3度0分 東経116度17分 / 南緯3.000度 東経116.283度 | マカッサル海峡     | |
| 南緯3度0分 東経118度50分 / 南緯3.000度 東経118.833度 | インドネシア       | スラウェシ島 (南半島) |
| 南緯3度0分 東経120度12分 / 南緯3.000度 東経120.200度 | ボネ湾             | |
| 南緯3度0分 東経121度5分 / 南緯3.000度 東経121.083度  | インドネシア       | スラウェシ島 (南東半島) |
| 南緯3度0分 東経122度15分 / 南緯3.000度 東経122.250度 | バンダ海           | ブル島（ インドネシア）のちょうど北を通過。 |
| 南緯3度0分 東経127度51分 / 南緯3.000度 東経127.850度 | インドネシア       | ボアノ島及びセラム島 |
| 南緯3度0分 東経130度23分 / 南緯3.000度 東経130.383度 | セラム海           | |
| 南緯3度0分 東経132度24分 / 南緯3.000度 東経132.400度 | インドネシア       | ニューギニア島 |
| 南緯3度0分 東経134度51分 / 南緯3.000度 東経134.850度 | チェンデラワシ湾   | |
| 南緯3度0分 東経135度51分 / 南緯3.000度 東経135.850度 | インドネシア       | ニューギニア島 |
| 南緯3度0分 東経141度0分 / 南緯3.000度 東経141.000度  | パプアニューギニア | ニューギニア島 |
| 南緯3度0分 東経142度2分 / 南緯3.000度 東経142.033度  | 太平洋             | ビスマルク海 - パーディー諸島（ パプアニューギニア）のちょうど南を通過。 ジャウル島（ パプアニューギニア）のちょうど南を通過。                                                                  |
| 南緯3度0分 東経151度18分 / 南緯3.000度 東経151.300度 | パプアニューギニア | ニューアイルランド島 |
| 南緯3度0分 東経151度34分 / 南緯3.000度 東経151.567度 | 太平洋             | |
| 南緯3度0分 東経152度2分 / 南緯3.000度 東経152.033度  | パプアニューギニア | タバル群島 |
| 南緯3度0分 東経152度3分 / 南緯3.000度 東経152.050度  | 太平洋             | リヒル群島（ パプアニューギニア）を通過。 ヌグリア諸島（ パプアニューギニア）のちょうど北を通過。 カントン島（ キリバス）のちょうど南を通過。 エンダーベリー島（ キリバス）のちょうど北を通過。 |
| 南緯3度0分 西経80度22分 / 南緯3.000度 西経80.367度   | エクアドル         | プナ島 |
| 南緯3度0分 西経80度7分 / 南緯3.000度 西経80.117度    | 太平洋             | ジャンベリ海峡 |
| 南緯3度0分 西経79度50分 / 南緯3.000度 西経79.833度   | エクアドル         | |
| 南緯3度0分 西経77度49分 / 南緯3.000度 西経77.817度   | ペルー             | |
| 南緯3度0分 西経70度11分 / 南緯3.000度 西経70.183度   | コロンビア         | |
| 南緯3度0分 西経69度42分 / 南緯3.000度 西経69.700度   | ブラジル           | アマゾナス州 パラー州 マラニョン州 ピアウイ州 セアラー州 |
| 南緯3度0分 西経39度42分 / 南緯3.000度 西経39.700度   | 大西洋             | |